# Бриттен, Вера
Ве́ра Бри́ттен (англ. Vera Mary Brittain, 29 декабря 1893, Ньюкасл-андер-Лайм, Стаффордшир — 29 марта 1970, Уимблдон) — британская (английская) писательница, христианская пацифистка, феминистка.

## Биография
Из обеспеченной семьи. Изучала английскую литературу в Сомервиль-колледже Оксфордского университета. Бросила учёбу летом 1915 года, добровольно отправившись работать медицинской сестрой в госпиталях Франции и Великобритании. Её брат, музыкант Эдвард Бриттен, жених Роланд Лейтон и двое ближайших друзей (Виктор Ричардсон и Джеффри Терлоу) погибли на фронтах Первой мировой войны — в Италии, Франции, Фландрии. После войны подружилась с начинающей, как и она, писательницей Винифред Холтби, они вдвоём появились на лондонской литературной сцене. В 1923 году Бриттен дебютировала романом «Тёмные времена».
В 1925 году вышла замуж за политолога и философа Джорджа Кетлина. Их сын Джон стал художником, написал книгу о родительской семье (1987 год). Дочь, баронесса Ширли Уильямс (1930—2021) — видный учёный, политик либерально-демократического направления, была министром труда в лейбористском правительстве, входила в Тайный совет Великобритании.

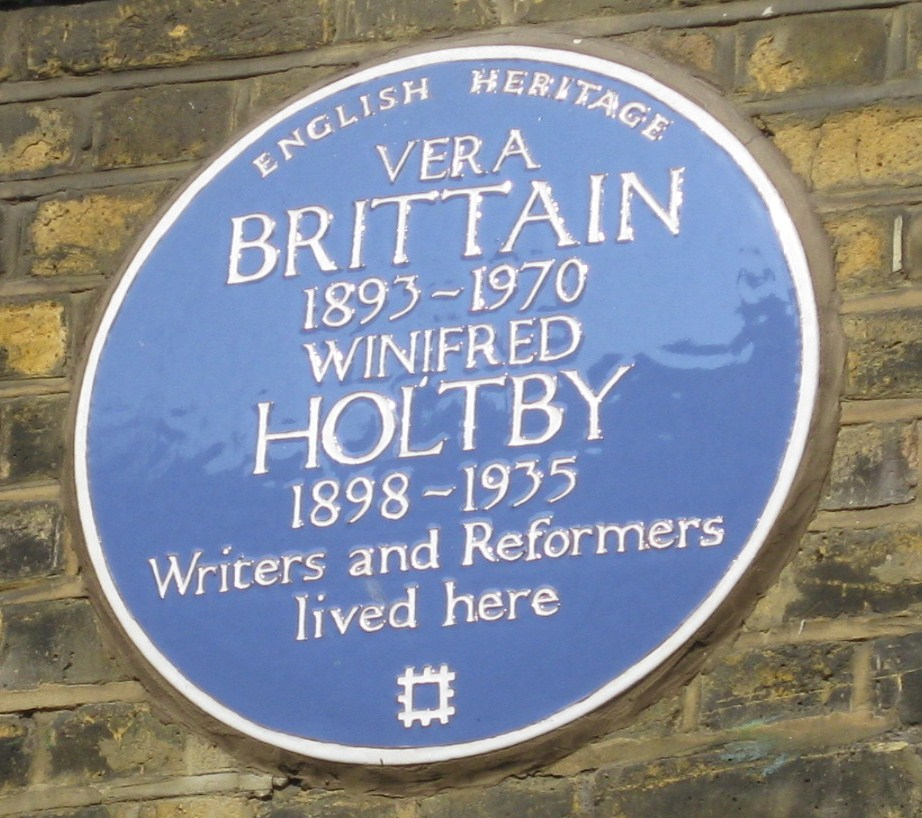
Памятная доска на доме, где жили Вера Бриттен и Винифред Холт

Наибольший успех писательнице принесла автобиографическая книга о военных годах «Заветы юности» (1933), которую продолжили позже «Заветы дружбы» (1940, о Винифред Холтби) и «Заветы опыта» (1957). Следующий том — «Заветы веры» (или «Заветы времени»), так и не был завершён.
С 1920-х годов Бриттен была регулярным спикером в Лиге Наций, выступала с антивоенными заявлениями, в том числе — даже во время Второй мировой войны. С 1930-х постоянно публиковалась в пацифистском журнале Peace News. В 1940 году её имя было включено нацистами в Чёрную книгу тех, кого надлежало немедленно уничтожить, когда германские войска захватят Великобританию.
Перед смертью завещала развеять свой прах в Италии, на могиле брата, погибшего в сражении при Асиаго. Дочь исполнила последнее желание матери.

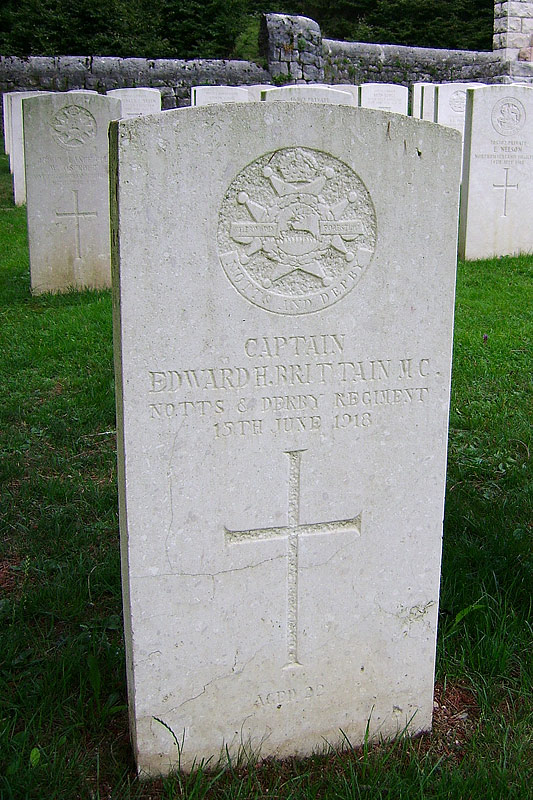
Могила Эдварда Бриттена

## Избранная библиография
- 1923 — The Dark Tide
- 1929 — Halcyon: Or, The Future of Monogamy (эссе, To-day and To-morrow pamphlet series)
- 1933 — Testament of Youth
- 1936 — Honorable Estate (роман с элементами автобиографии)
- 1940 — Testament of Friendship
- 1941 — England’s hour (письма и статьи начала Второй мировой войны)
- 1944 — Massacre by Bombing
- 1957 — Testament of Experience
- 1960 — The women at Oxford; a fragment of history
- 1981 — Chronicle of Youth: The War Diary, 1913—1917 (дневник)
- 1985 — Testament of a generation: the journalism of Vera Brittain and Winifred Holtby (статьи Бриттен и Холтби)
- 1988 — Testament of a peace lover (пацифистские статьи и выступления)

## Наследие
Книги Бриттен многократно переизданы. Заветы юности, выдержавшие к нынешнему времени 10 переизданий в Великобритании и США, были экранизированы телевидением BBC Two в 1979 году, роль Бриттен сыграла Черил Кемпбелл.
В 1980 году британский хореограф Кеннет Макмиллан поставил на музыку Пуленка балет Gloria, положив в основу либретто Заветы юности Бриттен (её юношеские стихи Военное поколение: Ave были напечатаны в программе спектакля, показанного в Ковент-Гарден).
В 1998 году переписка Бриттен времен Первой мировой войны была издана томом Письма потерянного поколения, они стали основой серии радиопередач BBC Radio 4, письма читали Аманда Рут и Руперт Грейвс.
Новый том военной переписки и стихов Бриттен Потому что тебя нет появился в 2008 году. В том же году на британские экраны вышел телевизионный фильм «Любовь и война одной женщины», роль Бриттен сыграла Кэтрин Мэннерс.
В 2009 году было объявлено о начале съёмок нового фильма по автобиографической книге Бриттен, её роль предназначалась юной ирландской актрисе Сирше Ронан, затем она была передана Алисии Викандер. Картина «Заветы юности» вышла в свет в 2014 году (в российском прокате название было изменено на «Воспоминания о будущем»).
Несколько табличек в память о Вере Бриттен размещены на связанных с её жизнью домах в Лондоне и др.
Архивы писательницы находятся в McMaster University, Гамильтон, и Сомервиль-колледже, Оксфорд.